# La Roda de Andalucía
La Roda de Andalucía ist eine Gemeinde in der Provinz Sevilla in Spanien mit 4.180 Einwohnern (Stand: 2024). Sie liegt in der Comarca Sierra Sur in Andalusien.

## Geografie
Sie liegt auf einer Höhe von 405 Metern und 123 Kilometer von der Provinzhauptstadt Sevilla entfernt. Sie liegt in der südöstlichen Ecke der Provinz Sevilla und gehört zur Region Sierra Sur. La Roda ist ein wichtiger Eisenbahnknotenpunkt.

## Geschichte
Hier wurden Gegenstände gefunden, die bis in die alte römische Zeit zurückreichen, darunter Rammböcke und Utensilien, die aus dem Bürgerkrieg zwischen Julius Cäsar und Pompejus stammen und während der Schlacht von Munda verwendet wurden. Nach der christlichen Rückeroberung durch Ferdinand III. von Kastilien wurde sie nach kurzer Zeit wieder von den Arabern eingenommen und Teil des Emirat Granada. La Roda wurde, wie die gesamte Region von Estepa nach der erneuten christlichen Rückeroberung, zur Domäne des Santiagoordens. Im Jahr 1559 gründete Philipp II. von Spanien die Markgrafschaft Estepa, zu der die Stadt bis zum Anfang des neunzehnten Jahrhunderts gehört. In diesem Jahrhundert erfährt sie mit der Ankunft der Eisenbahn (Strecken Córdoba-Málaga und La Roda-Utrera) eine bedeutende Veränderung. Seit 1916 wird die Gemeinde La Roda de Andalucía genannt, um es von anderen La Rodas in Spanien zu unterscheiden.

## Wirtschaft
Der Anbau von Oliven stellt eine bedeutende Einnahmequelle dar.

## Sehenswürdigkeiten
- Kirche Santa Ana
- Wallfahrtskirche Ermita de la Virgen de los Llanos